# Champvallon
Champvallon ist eine Commune déléguée in der französischen Gemeinde Montholon mit 347 Einwohnern (Stand 1. Januar 2022) im Département Yonne in der Region Bourgogne-Franche-Comté (vor 2016 Bourgogne); sie gehört zum Arrondissement Auxerre. 
Die Gemeinde Champvallon wurde am 1. Januar 2017 mit Aillant-sur-Tholon, Villiers-sur-Tholon und Volgré zur neuen Gemeinde (Commune nouvelle) Montholon zusammengeschlossen. Die Gemeinde gehörte zum Kanton Charny (bis 2015 Aillant-sur-Tholon).

## Geographie
Champvallon liegt etwa 23 Kilometer nordwestlich von Auxerre am Tholon. 

## Bevölkerungsentwicklung
| Jahr                      | 1962 | 1968 | 1975 | 1982 | 1990 | 1999 | 2006 | 2013 |
| Einwohner                 | 306  | 315  | 399  | 429  | 448  | 485  | 563  | 672  |
| Quelle: Cassini und INSEE |      |      |      |      |      |      |      |      |

## Sehenswürdigkeiten

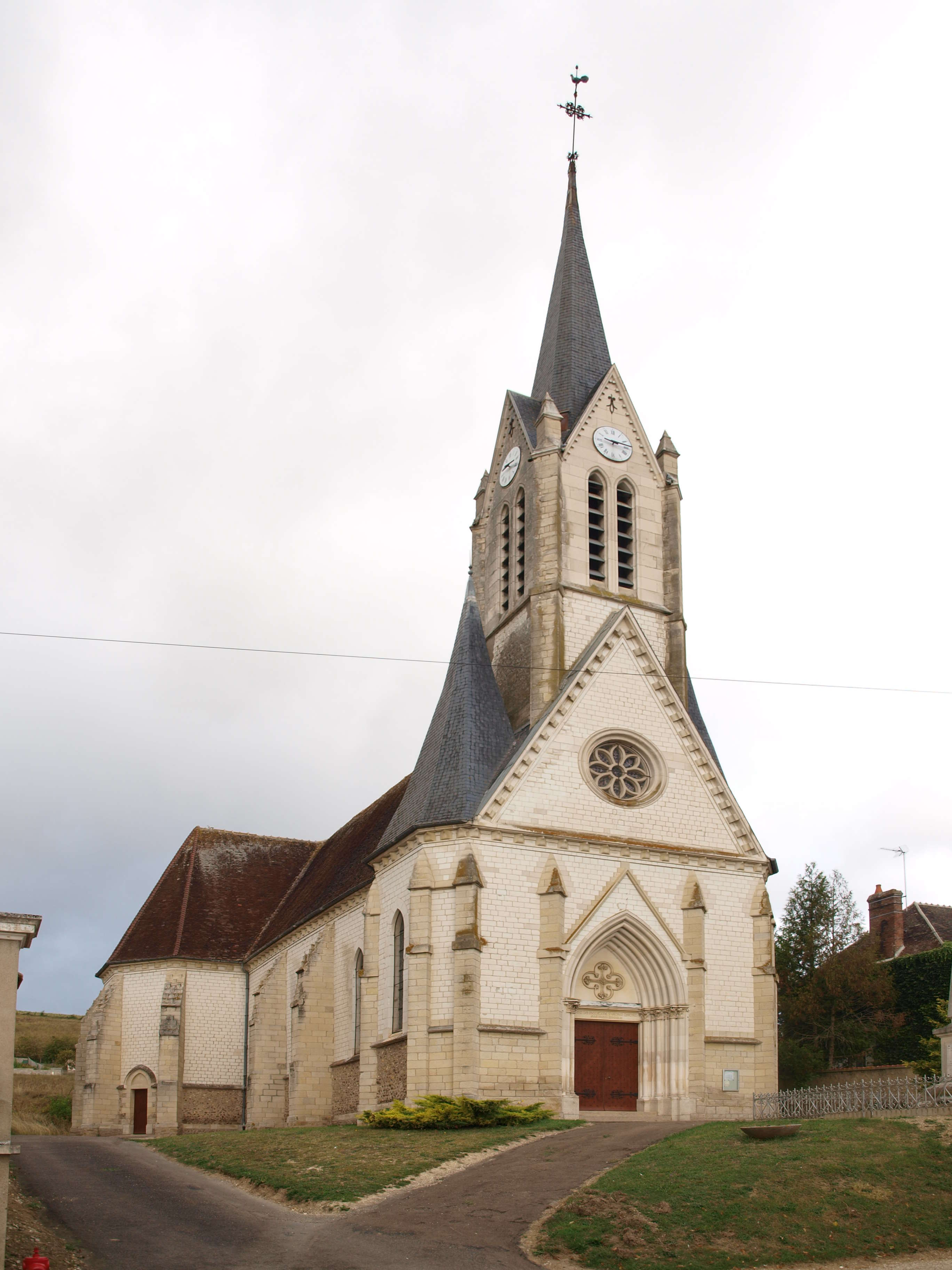
Kirche Saint-Georges

- Kirche Saint-Georges

## Persönlichkeiten
- François Harlay de Champvallon (1625–1695), Erzbischof von Rouen und Paris, Mitglied der Académie française